# مردم آکولی
مردم آکولی (انگلیسی: Acholi people)
یک گروه قومی وابسته به رود نیل و سودان جنوبی که در شمال اوگاندا و سودان جنوبی زندگی می‌کنند. تقریباً ۱٫۱۷ میلیون آکولی در سرشماری سال ۲۰۰۲ میلادی در اوگاندا شمارش شده و ۴۵۰۰۰ نفر دیگر در سال ۲۰۰۰ میلادی در سودان جنوبی زندگی می‌کردند.

## زبان
زبان و گویش این مردم آکولی است یک زبان وابسته به رود نیل غربی. البته برخی از مردم آکولی به زبان لوو و آلوور نیز صحبت می‌کنند.

## تاریخ
درحال حاضر یک منطقه از قرن هفدهم واقع در سودان جنوبی به نام آکولی لند شناخته شده‌است که عمدتاً تحت تسلط فرمانروایان محلی اداره می‌شود. درقرن هفدهم فرماندهان به‌طور سنتی از یک قبیله آمده بودند و هر سرزمینی روستاهای متعددی را تشکیل می‌داد که از قبیله‌های مختلف حاکم بود. در اواسط قرن نوزدهم، حدود ۶۰ شاهزاده کوچک در شرق آکولی لند وجود داشت. جوامع سنتی آنها خانه‌های زراعتی را تشکیل می‌دادند، جایی که آنها خانه‌های خود را با پیک‌های بلند، با گلدان‌های خوابیدن، کوزه‌های دانه ای و شومینه غارت کردند.